# Kabinet-Cameron II
Het kabinet–Cameron II was de uitvoerende macht van de Britse overheid van 8 mei 2015 tot 13 juli 2016. Na de parlementsverkiezingen van 2015 behaalde de Conservative Party onder leiding van premier David Cameron een absolute absolute meerderheid in het Lagerhuis.
Op 13 juli 2016 diende Cameron zijn ontslag in, in de nasleep van het referendum over het EU-lidmaatschap van het Verenigd Koninkrijk. Hij werd als premier opgevolgd door minister van Binnenlandse Zaken Theresa May, die werd uitgenodigd een nieuwe regering te formeren.

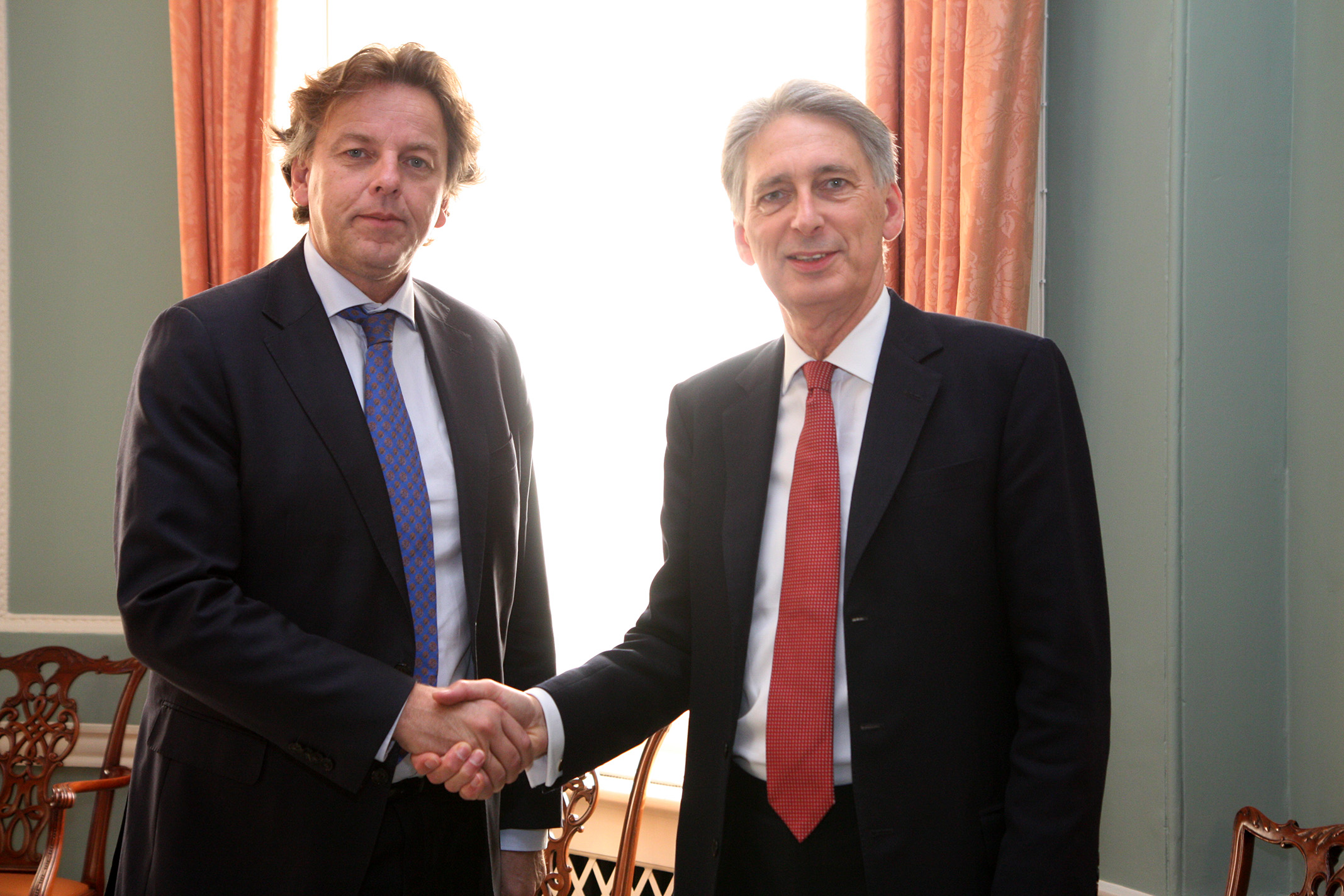
Minister van Buitenlandse Zaken van Nederland Bert Koenders en minister van Buitenlandse Zaken Philip Hammond op 14 oktober 2015.

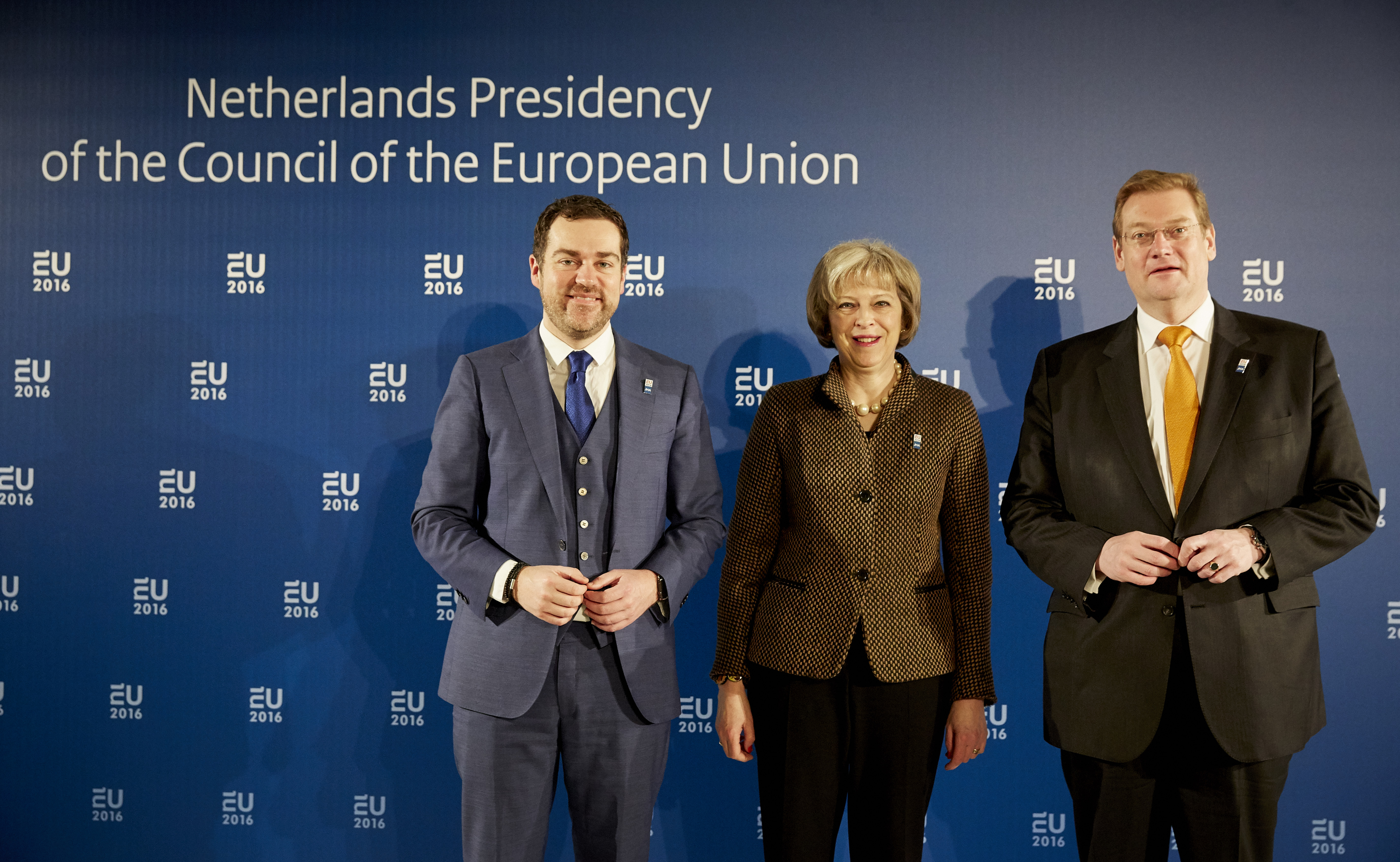
Staatssecretaris van Veiligheid en Justitie van Nederland Klaas Dijkhoff, minister van Binnenlandse Zaken Theresa May en minister van Veiligheid en Justitie van Nederland Ard van der Steur op 25 januari 2016.

## Samenstelling
| Ambtsbekleder                                                           | Ambtsbekleder      | Ambtsbekleder                                    | Functie(s)                                                          | Ambtstermijn     | Ambtstermijn     | Partij             |
| ----------------------------------------------------------------------- | ------------------ | ------------------------------------------------ | ------------------------------------------------------------------- | ---------------- | ---------------- | ------------------ |
|                                                                         | David Cameron      | David Cameron (1966)                             | Premier                                                             | 11 mei 2010      | 24 juli 2016     | Conservative Party |
|                                                                         | George Osborne     | George Osborne (1971)                            | First Secretary of State                                            | 9 mei 2015       | 13 juli 2016     | Conservative Party |
| Minister van Financiën                                                  | George Osborne     | George Osborne (1971)                            | 11 mei 2010                                                         |                  | 13 juli 2016     | Conservative Party |
|                                                                         | Philip Hammond     | Philip Hammond (1955)                            | Minister van Buitenlandse Zaken                                     | 14 juli 2014     | 13 juli 2016     | Conservative Party |
|                                                                         | Theresa May        | Theresa May (1956)                               | Minister van Binnenlandse Zaken                                     | 11 mei 2010      | 13 juli 2016     | Conservative Party |
|                                                                         | Chris Grayling     | Chris Grayling (1962)                            | Lord President of the Council                                       | 9 mei 2015       | 13 juli 2016     | Conservative Party |
| Leader of the House of Commons                                          | Chris Grayling     | Chris Grayling (1962)                            |                                                                     | 9 mei 2015       | 13 juli 2016     | Conservative Party |
|                                                                         | Tina Stowell       | Baroness Stowell van Beeston Tina Stowell (1967) | Lord Privy Seal                                                     | 14 juli 2014     | 13 juli 2016     | Conservative Party |
| Leader of the House of Lords                                            | Tina Stowell       | Baroness Stowell van Beeston Tina Stowell (1967) |                                                                     | 14 juli 2014     | 13 juli 2016     | Conservative Party |
|                                                                         | Michael Gove       | Michael Gove (1967)                              | Minister van Justitie                                               | 9 mei 2015       | 13 juli 2016     | Conservative Party |
| Lord Chancellor                                                         | Michael Gove       | Michael Gove (1967)                              |                                                                     | 9 mei 2015       | 13 juli 2016     | Conservative Party |
|                                                                         | Sajid Javid        | Sajid Javid (1969)                               | Minister van Economische Zaken                                      | 9 mei 2015       | 13 juli 2016     | Conservative Party |
|                                                                         | Michael Fallon     | Michael Fallon (1952)                            | Minister van Defensie                                               | 14 juli 2014     | 1 november 2017  | Conservative Party |
|                                                                         | Jeremy Hunt        | Jeremy Hunt (1966)                               | Minister van Volksgezondheid                                        | 4 september 2012 | 9 juli 2018      | Conservative Party |
|                                                                         | Iain Duncan Smith  | Iain Duncan Smith (1954)                         | Minister van Arbeid en Pensioenen                                   | 11 mei 2010      | 19 maart 2016    | Conservative Party |
|                                                                         | Stephen Crabb      | Stephen Crabb (1973)                             | Minister van Arbeid en Pensioenen                                   | 19 maart 2016    | 13 juli 2016     | Conservative Party |
|                                                                         | Nicky Morgan       | Nicky Morgan (1972)                              | Minister van Onderwijs                                              | 14 juli 2014     | 13 juli 2016     | Conservative Party |
| Minister voor Vrouwen en Gelijkheid                                     | Nicky Morgan       | Nicky Morgan (1972)                              | 9 april 2014                                                        |                  | 13 juli 2016     | Conservative Party |
|                                                                         | Patrick McLoughlin | Patrick McLoughlin (1957)                        | Minister van Transport                                              | 4 september 2012 | 13 juli 2016     | Conservative Party |
|                                                                         | Greg Clark         | Greg Clark (1967)                                | Minister van Wijken en Lokale Zaken                                 | 9 mei 2015       | 13 juli 2016     | Conservative Party |
|                                                                         | Liz Truss          | Liz Truss (1975)                                 | Minister van Milieu, Voedsel en Agrarisch Zaken                     | 14 juli 2014     | 13 juli 2016     | Conservative Party |
|                                                                         | John Whittingdale  | John Whittingdale (1959)                         | Minister van Cultuur, Media en Sport                                | 9 mei 2015       | 13 juli 2016     | Conservative Party |
|                                                                         | Oliver Letwin      | Oliver Letwin (1956)                             | Kanselier van het Hertogdom Lancaster                               | 14 juli 2014     | 13 juli 2016     | Conservative Party |
|                                                                         | David Mundell      | David Mundell (1962)                             | Minister voor Schotland                                             | 9 mei 2015       | 24 juli 2019     | Conservative Party |
|                                                                         | Stephen Crabb      | Stephen Crabb (1973)                             | Minister voor Wales                                                 | 14 juli 2014     | 19 maart 2016    | Conservative Party |
|                                                                         | Alun Cairns        | Alun Cairns (1970)                               | Minister voor Wales                                                 | 19 maart 2016    | 16 december 2019 | Conservative Party |
|                                                                         | Theresa Villiers   | Theresa Villiers (1968)                          | Minister voor Noord-Ierland                                         | 4 september 2012 | 13 juli 2016     | Conservative Party |
|                                                                         | Justine Greening   | Justine Greening (1969)                          | Minister voor Ontwikkelingshulp                                     | 4 september 2012 | 13 juli 2016     | Conservative Party |
|                                                                         | Amber Rudd         | Amber Rudd (1963)                                | Minister voor Energie en Klimaat                                    | 9 mei 2015       | 13 juli 2016     | Conservative Party |
|                                                                         | Robert Halfon      | Robert Halfon (1969)                             | Minister zonder portefeuille                                        | 9 mei 2015       | 13 juli 2016     | Conservative Party |
| Formeel geen leden van het kabinet, maar woonde kabinetsvergadering bij |                    |                                                  |                                                                     |                  |                  |                    |
| Ambtsbekleder                                                           | Ambtsbekleder      | Ambtsbekleder                                    | Functie(s)                                                          | Ambtstermijn     | Ambtstermijn     | Partij             |
|                                                                         | Greg Hands         | Greg Hands (1965)                                | Onderminister voor Financiën                                        | 9 mei 2015       | 13 juli 2016     | Conservative Party |
|                                                                         | Matt Hancock       | Matt Hancock (1976)                              | Minister voor Kabinetszaken                                         | 9 mei 2015       | 13 juli 2016     | Conservative Party |
| Thesaurier- generaal                                                    | Matt Hancock       | Matt Hancock (1976)                              |                                                                     | 9 mei 2015       | 13 juli 2016     | Conservative Party |
|                                                                         | Jeremy Wright      | Jeremy Wright (1972)                             | Advocaat- generaal                                                  | 14 juli 2014     | 9 juli 2018      | Conservative Party |
|                                                                         | Joyce Anelay       | Baroness Anelay van St Johns Joyce Anelay (1947) | Onderminister voor Buitenlandse Zaken en de Gemenebest van Naties   | 6 augustus 2014  | 11 juni 2017     | Conservative Party |
|                                                                         | Anna Soubry        | Anna Soubry (1956)                               | Onderminister voor Economische Zaken, Kleine Bedrijven en Industrie | 9 mei 2015       | 13 juli 2016     | Conservative Party |
|                                                                         | Priti Patel        | Priti Patel (1972)                               | Onderminister voor Arbeid en Pensioenen en Werkgelegenheid          | 9 mei 2015       | 13 juli 2016     | Conservative Party |
|                                                                         | Mark Harper        | Mark Harper (1970)                               | Onderstaats- secretaris voor Financiën                              | 9 mei 2015       | 13 juli 2016     | Conservative Party |
| Chief Whip in het Lagerhuis                                             | Mark Harper        | Mark Harper (1970)                               |                                                                     | 9 mei 2015       | 13 juli 2016     | Conservative Party |

Russell I ·
Smith-Stanley I ·
Hamilton-Gordon ·
Temple I ·
Smith-Stanley II ·
Temple II ·
Russell II ·
Smith-Stanley III ·
Disraeli I ·
Gladstone I ·
Disraeli II ·
Gladstone II ·
Gascoyne-Cecil I ·
Gladstone III ·
Gascoyne-Cecil II ·
Gladstone IV ·
Primrose ·
Gascoyne-Cecil III ·
Gascoyne-Cecil IV ·
Balfour ·
Campbell-Bannerman ·
Asquith I ·
Asquith II ·
Asquith III ·
Asquith IV ·
Lloyd George I ·
Lloyd George II ·
Law ·
Baldwin I ·
MacDonald I ·
Baldwin II ·
MacDonald II ·
MacDonald III ·
MacDonald IV ·
Baldwin III ·
Chamberlain I ·
Chamberlain II ·
Churchill I ·
Churchill II ·
Attlee I ·
Attlee II ·
Churchill III ·
Eden ·
Macmillan I ·
Macmillan II ·
Douglas-Home ·
Wilson I ·
Wilson II ·
Heath ·
Wilson III ·
Callaghan ·
Thatcher I ·
Thatcher II ·
Thatcher III ·
Major I ·
Major II ·
Blair I ·
Blair II ·
Blair III ·
Brown ·
Cameron I ·
Cameron II ·
May I ·
May II ·
Johnson I ·
Johnson II ·
Truss ·
Sunak ·
Starmer